# Марія Крістін Бельгійська
Марія Крістін Дафна Астрід Елізабет Леопольдіна Бельгійська (фр. Marie-Christine de Belgique; нар. 6 лютого 1951, Лакен, Брюссель, Бельгія) — бельгійська принцеса, старша донька короля Бельгії Леопольда III та його другої дружини Ліліан Байльс, принцеси де Реті, яка після шлюбу отримала титул принцеси Реті.

## Життєпис
Сестра принца Олександра Бельгійського (1942—2009) та принцеси Марії Есмеральди Бельгійської (нар.. 1956), які живуть у Лондоні, але жоден із них не перебуває в черзі успадкування бельгійського престолу. Також має двох зведених братів, королів Бодуена I та Альберта II, і сестру Жозефіну Шарлотту, велику герцогиню Люксембурзьку. В сім'ї Марію Крістін звуть Дафна — це ім'я вибрали її батьки. Однак на думку протоколу це ім'я не звучало достатньо «королівським», тому справжнє ім'я не визнали офіційним.
Від свого народження до 1960 року принцеса Марі-Крістін жила з батьками у Лакенському палаці. У 1959 році на прохання уряду Бельгії Леопольд III залишив Лакен. Через рік він переїхав зі своєю другою дружиною та трьома дітьми до королівського маєтку Аржантеї у Ватерлоо, відремонтованого та наданого йому бельгійською державою. Тут принцеса Марія Крістін здобула домашню освіту в школі при палаці.
У 1981 році її відправили на три місяці до Торонто в Канаді. Вперше в житті вона почувалася по-справжньому вільною і не повернулася до Бельгії. Вважаючи, що може забезпечити собі вільне життя, вона одружилася і втекла до Флориди з Полом Друкером із Квебеку на псевдонім Дрейк, вдівцем, геєм і джазовим піаністом та власником музичного бару в Торонто, на 13 років старшим за неї. Шлюб розпався за п'ять тижнів. Їй довелося терпіти плітки преси і протягом 5 років, які тривала процедура розлучення, і вдалося вижити лише завдяки фінансовій підтримці короля Бодуена. У 1983 році вона повернулася до Бельгії, коли помер її батько, король Леопольд III, але не прийшла на похорон. Час від часу її бачать на офіційних церемоніях.
28 вересня 1989 року Марія Крістін пошлюбила Жана-Поля Гургеса, французького ресторатора, і переїхала до Сан-Дієго в Каліфорнії (США). У шлюбі немає дітей.
Після фінансових проблем стала давати викривальні інтерв'ю бельгійській пресі, що спонукало її братів королів Бодуена I та Альберта II передати їй гроші. Дізнавшись про смерть Бодуена з преси, відмовилася повернутися до Бельгії на його похорон. У 2002 році Марія Крістін також не повернулася на похорон своєї матері Ліліан Байльс, принцеси де Реті, з якою не спілкувалася. Пробувала сили в акторській кар'єрі, але без успіху.
У 2005 році Марія Крістін опублікувала автобіографію «Уламки» (La Brisure), в якій пише, що була зґвалтована у підлітковому віці, і що мати через питання спадщини в дитинстві била її. Вона також виступає за скасування бельгійської монархії.
Станом на 2020 рік 69-річна принцеса Бельгії Марі-Крістін живе в Секвімі штату Вашингтон у США. Її чоловік розтратив свій статок у казино. Він зв'язався з колишніми друзями принцеси, яка зараз живе ізольовано і розірвала зв'язки з усіма знайомими. Фінансовий стан принцеси говорить про те, що вона не в змозі впоратися зі здоров'ям.